# Tanimbarflugsnappare
Tanimbarflugsnappare (Ficedula riedeli) är en fågel i familjen flugsnappare inom ordningen tättingar.

## Utseende och läte
Tanimbarflugsnapparen är en dåligt känd men omisskännlig liten flugsnappare. Hanen är kolsvart ovan med mycket tydligt vitt i ett ögonbrynsstreck, på skuldrorna och på stjärtsidorna. Bröstet är orangefärgat och buken vit. Honans dräkt har inte beskrivits. Sången består av en komplex och ljus melodi som varar några sekunder, regelbundet stigande och fallande. Bland lätena hörs mycket ljusa "sweee" och mjuka men raspiga "grrr-it".

## Utbredning och systematik
Fågeln återfinns enbart på Tanimbaröarna (Larat och Yamdena) i Indonesien. Den behandlades länge som underart till orangebröstad flugsnappare (Ficedula dumetoria), men urskiljs nu allmänt som egen art. 

## Levnadssätt
Tanimbarflugsnapparen hittas i låglänta områden och förberg, i undervegetation i skog. 

## Status
Arten har ett litet utbredningsområde och tros minska i antal. Internationella naturvårdsunionen IUCN kategoriserar den som nära hotad. Världspopulationen uppskattas till mellan 25 000 och 50 000 vuxna individer.

## Namn
Fågelns vetenskapliga artnamn hedrar Dr Johan Gerard Friedrich Riedel (1832-1911), nederländsk kolonialadministratör i Ostindien 1853-1883 tillika naturforskare.